# Chiesa di San Giuseppe (Rosignano Marittimo)
La chiesa di San Giuseppe si trova a Nibbiaia, frazione collinare del comune di Rosignano Marittimo.

## Storia e descrizione
Verso la fine del Settecento il borgo di Nibbiaia fu dotato di una piccola cappella per servizio funebre annessa al cimitero, ma per le funzioni religiose dei giorni festivi gli abitanti dipendevano sempre dalla chiesa dei Santi Stefano e Giovanni Evangelista, sita a Castelnuovo della Misericordia.
Malgrado le richieste di ampliamento e manutenzione, la cappella del cimitero si rivelò insufficiente per le necessità della popolazione, ma solo nel 1863 fu possibile iniziare la costruzione di una vera e propria chiesa sui terreni acquistati dalla famiglia Ghignoli.
L'opera fu ultimata nel 1864 e nel 1883 fu innalzata la canonica.
Nel 1922, a seguito di importanti lavori di ristrutturazione, il fabbricato fu abbassato di circa un metro, il tetto fu rifatto e fu inserito un anello di calcestruzzo armato all'altezza delle finestre.
L'edificio, dotato di un campanile a pianta quadrata, è caratterizzato da modeste forme architettoniche: il prospetto, incorniciato da lesene laterali, presenta un unico portale sormontato da finestra semicircolare e da un frontone triangolare. L'interno è una semplice aula a pianta rettangolare.